# Mirza Delibašić
Mirza Delibašić (9. ledna 1954 Tuzla – 8. prosince 2001 Sarajevo) byl bosenský basketbalista bosňácké národnosti reprezentující Jugoslávii. Nastupoval na pozici křídla. Měřil 197 cm.
S jugoslávskou reprezentací se stal mistrem světa v roce 1978 a ze světového šampionátu roku 1982 si přivezl bronz. Má též dva tituly mistra Evropy (1975, 1977), jedno eurobasketové stříbro (1981) a jeden bronz (1979). Na olympiádě v Moskvě roku 1980 přidal do sbírky olympijské zlato, čtyři roky předtím v Montrealu to bylo stříbro. Za národní tým nastoupil ve 176 utkáních, v nichž zaznamenal 1759 bodů.
Úspěšný byl i na klubové úrovni, s klubem KK Bosna Sarajevo vyhrál v roce 1979 Euroligu (tehdy zvanou Pohár evropských mistrů), tedy nejprestižnější evropskou klubovou soutěž, a roku 1981 i Interkontinentální pohár. Je dvojnásobným mistrem Jugoslávie (1978, 1980) a mistrem Španělska (1982). Působil v klubech Sloboda Tuzla (1968–1972), KK Bosna (1972–1980), Real Madrid (1980–1983) a JuveCaserta (1983).
Po skončení hráčské kariéry se věnoval funkcionářské činnosti v klubu KK Bosna a trénování - v letech 1993–1994 vedl nově ustavenou bosenskou reprezentaci.
Roku 1991 byl Mezinárodní basketbalovou federací zařazen na seznam padesáti největších hráčů historie, roku 2007 byl uveden do síně slávy FIBA a rok poté byl zařazen na seznam padesáti nejlepších hráčů historie Euroligy. Roku 2000 byl vyhlášen nejlepším bosenským sportovcem 20. století.
Původně se věnoval tenisu, na basketbal přesedlal až ve čtrnácti letech. Odmítl nabídku opustit Sarajevo v době bojů o něj během války v Jugoslávii. Jeho úmrtí v pouhých 47 letech je připisováno mj. sklonu k alkoholu a vášnivému kouření cigaret. Po jeho smrti byla na jeho počest pojmenována hala, v níž hraje klub KK Bosna Sarajevo: Dvorana Mirza Delibašić. Měl přezdívku Kindze.